# Costanza del Portogallo
Constanza Dinisez o Constanza di Portogallo e Aragona. Constança, in portoghese e in catalano, Gonstanza in aragonese, Constanza in spagnolo, in asturiano e in galiziano, Konstantza in basco, Custanza in siciliano, Kostanze in tedesco e Constance in francese, in fiammingo e inglese (3 gennaio 1290 – Sahagún, 18 novembre 1313), fu regina consorte di Castiglia e León, dal 1302 al 1312 e dal 1312 coadiuvò nella reggenza la suocera Maria di Molina.

## Biografia
Era la figlia primogenita del re del Portogallo e dell'Algarve, Dionigi, figlio di Alfonso III del Portogallo e di Beatrice di Castiglia e Guzmán, e di sua moglie Isabella di Aragona, detta "la Santa", figlia di Pietro III di Aragona e di Costanza di Hohenstaufen, figlia del re di Sicilia Manfredi (quindi nipote dell'imperatore Federico II di Svevia) e di Beatrice di Savoia. Costanza era sorella del re del Portogallo, Alfonso IV l'Ardito.
Costanza ed il fratello Alfonso (D. Alonso, D. Constança) sono citati nel Nobiliario del fratellastro, Pietro, conte di Barcelos come figli del re Dionigi (D. Dionis…Rey de Portugal) e della moglie, Isabella di Aragona (D. Isabel).

### Regina consorte di Castiglia e León
Nel 1291, suo padre firmò, in accordo con Sancho IV di Castiglia, il suo fidanzamento con il futuro Ferdinando IV, figlio dello stesso Sancho IV, che aveva 20 mesi.
Nel 1295 la regina Maria di Molina, madre di Ferdinando IV, e Enrico di Castiglia, tutore del re durante la sua minore età, si incontrarono a Ciudad Rodrigo con il re Dionigi, al quale consegnò diverse fortezze in segno di pace tra i due regni. Durante questo incontro si confermò il matrimonio tra Ferdinando e Costanza, con l'aggiunta di un altro matrimonio quello tra l'Infanta Beatrice di Castiglia con l'Infante Alfonso, erede al trono portoghese.
Il 23 gennaio, a Valladolid, Costanza sposò il re di Castiglia, Ferdinando IV. Il matrimonio è riportato nel Chronicon Domini Joannis Emmanuelis (Rex Dns Fernandus in Valleoleti cum Regina Dna Constantia, filia Regis Portugaliæ).
Nel mese di aprile 1311, essendo a Palencia, Fernando IV ammalò e dovette essere trasferito a Valladolid, nonostante l'opposizione di Costanza. Mentre il re era a Toro, Costanza partorì a Salamanca un figlio, il futuro Alfonso XI di Castiglia. Il principe Alfonso, fu battezzato nella Cattedrale vecchia di Salamanca, e nonostante i desideri del re che voleva affidare l'educazione del bambino alla nonna, la regina Maria de Molina, dovette accettare la volontà prevalente della regina Costanza che voleva, contando con l'appoggio di Juan Núñez de Lara e di Lope Díaz de Haro, che la tutela del bambino fosse affidato a Pietro di Castiglia, fratello di Fernando IV.
Nell'autunno del 1311 venne sventata una cospirazione che avrebbe deposto Fernando IV per mettere sul trono Pietro di Castiglia.

### Morte
Il 7 settembre 1312 Fernando IV morì. Costanza, unitamente alla suocera, Maria di Molina, assunse la tutela del figlio, Alfonso, che sarà detto il Giusto e coadiuvò la suocera nel governo del regno.
Ma solo un anno dopo (1313), il 18 novembre, Costanza morì a Sahagún. La morte di Costanza a Sahagún (Regina Dna Constantia in Sancto Facundo) è riportata nel Chronicon Domini Joannis Emmanuelis. Fu tumulata nella cattedrale di Valladolid.

## Discendenza
Costanza e Ferdinando ebbero tre figli:
- Eleonora di Castiglia (1310-1359), sposò Alfonso IV di Aragona;
- Constanza di Castiglia (1308-1310)[6];
- Alfonso XI di Castiglia il Giusto (1311-1350).

## Ascendenza
|                            |                     |                         | Genitori                    |  |  | Nonni |  |  | Bisnonni                  |  |  | Trisnonni               |  |
|                            |                     |                         |                             |  |  |       |  |  | Alfonso II del Portogallo |  |  | Sancho I del Portogallo |  |
|                            |                     |                         |                             |  |  |       |  |  | Alfonso II del Portogallo |  |  | Sancho I del Portogallo |  |
|                            |                     | Dolce di Barcellona     |                             |  |  |       |  |  | Alfonso II del Portogallo |  |  |                         |  |
| Alfonso III del Portogallo |                     |                         |                             |  |  |       |  |  | Alfonso II del Portogallo |  |  |                         |  |
|                            |                     | Urraca di Castiglia     | Alfonso VIII di Castiglia   |  |  |       |  |  |                           |  |  |                         |  |
|                            |                     | Urraca di Castiglia     | Alfonso VIII di Castiglia   |  |  |       |  |  |                           |  |  |                         |  |
|                            |                     | Urraca di Castiglia     | Eleonora d'Inghilterra      |  |  |       |  |  |                           |  |  |                         |  |
| Dionigi del Portogallo     |                     | Urraca di Castiglia     |                             |  |  |       |  |  |                           |  |  |                         |  |
|                            |                     | Alfonso X di Castiglia  | Ferdinando III di Castiglia |  |  |       |  |  |                           |  |  |                         |  |
|                            |                     | Alfonso X di Castiglia  | Ferdinando III di Castiglia |  |  |       |  |  |                           |  |  |                         |  |
|                            |                     | Alfonso X di Castiglia  | Beatrice di Svevia          |  |  |       |  |  |                           |  |  |                         |  |
| Beatrice di Castiglia      |                     | Alfonso X di Castiglia  |                             |  |  |       |  |  |                           |  |  |                         |  |
|                            |                     | María Guillén de Guzmán | Guillén Pérez de Guzmán     |  |  |       |  |  |                           |  |  |                         |  |
|                            |                     | María Guillén de Guzmán | Guillén Pérez de Guzmán     |  |  |       |  |  |                           |  |  |                         |  |
|                            |                     | María Guillén de Guzmán | María González Girón        |  |  |       |  |  |                           |  |  |                         |  |
| Costanza del Portogallo    |                     | María Guillén de Guzmán |                             |  |  |       |  |  |                           |  |  |                         |  |
|                            | Giacomo I d'Aragona | Pietro II d'Aragona     |                             |  |  |       |  |  |                           |  |  |                         |  |
|                            | Giacomo I d'Aragona | Pietro II d'Aragona     |                             |  |  |       |  |  |                           |  |  |                         |  |
|                            | Giacomo I d'Aragona | Maria di Montpellier    |                             |  |  |       |  |  |                           |  |  |                         |  |
| Pietro III di Aragona      | Giacomo I d'Aragona |                         |                             |  |  |       |  |  |                           |  |  |                         |  |
|                            |                     | Iolanda d'Ungheria      | Andrea II d'Ungheria        |  |  |       |  |  |                           |  |  |                         |  |
|                            |                     | Iolanda d'Ungheria      | Andrea II d'Ungheria        |  |  |       |  |  |                           |  |  |                         |  |
|                            |                     | Iolanda d'Ungheria      | Iolanda di Courtenay        |  |  |       |  |  |                           |  |  |                         |  |
| Isabella di Aragona        |                     | Iolanda d'Ungheria      |                             |  |  |       |  |  |                           |  |  |                         |  |
|                            |                     | Manfredi di Sicilia     | Federico II di Svevia       |  |  |       |  |  |                           |  |  |                         |  |
|                            |                     | Manfredi di Sicilia     | Federico II di Svevia       |  |  |       |  |  |                           |  |  |                         |  |
|                            |                     | Manfredi di Sicilia     | Bianca Lancia               |  |  |       |  |  |                           |  |  |                         |  |
| Costanza II di Sicilia     |                     | Manfredi di Sicilia     |                             |  |  |       |  |  |                           |  |  |                         |  |
|                            |                     | Beatrice di Savoia      | Amedeo IV di Savoia         |  |  |       |  |  |                           |  |  |                         |  |
|                            |                     | Beatrice di Savoia      | Amedeo IV di Savoia         |  |  |       |  |  |                           |  |  |                         |  |
|                            |                     | Beatrice di Savoia      | Margherita di Borgogna      |  |  |       |  |  |                           |  |  |                         |  |
|                            |                     | Beatrice di Savoia      |                             |  |  |       |  |  |                           |  |  |                         |  |